# 金田里
金田里，是高雄市楠梓區轄下的行政區。面積為1.40平方公里，本里現有21鄰，共1902戶，人口約4379人（至2021年11月為止）。

## 地理
金田里為後勁地區的一部份，東邊與高雄煉油廠與稔田為鄰。西邊與加昌路、後勁西路與瑞屏里、錦屏里為界。南邊與後勁北路與稔田里為界。北邊隔著後勁溪與楠梓區中陽里、惠豐里為界。

## 聚落歷史
本里最早為明鄭時期自中國大陸福建漳州、泉州隨鄭成功來臺開墾，直到清領時期漸成聚落，至今已有百餘年了。因靠近左營鳳山縣，因此移民日益增多，並逐漸發展成為高雄地區的早期街市之一，當地至今仍保有老街與陳家、林家等古厝。居民大多農商並作，利用農閒時間勤奮經商，民風誠樸而美名遠播。日據時代稱為「第四保」，故俗名又叫「四保」，因里內多為稻田，每到結穗時金黃色一片，故二戰結束台灣光復後更名為「金田里」。

## 學校
- 國立高雄科技大學楠梓校區體育館、職業潛水池、水食工廠、海天樓
- 後勁國中

## 交通
- 捷運後勁站